# ダンスはうまく踊れない
「ダンスはうまく踊れない」は、シンガーソングライター・井上陽水作詞・作曲の楽曲である。

## 解説
井上陽水の妻となる石川セリと付き合い始めの頃、気を引くために目の前で30分ほどで作ってプレゼントした曲。当初、井上もディレクターの前田一郎も「気まぐれ」のB面のつもりだったが、最終的には「ダンスはうまく踊れない」をA面として発売され、ヒットした。後年、高樹澪がカバーしリバイバル・ヒット。ほかにも日野美歌、中森明菜、徳永英明、稲葉浩志らがカバーしている。

## 石川セリ版
1977年4月21日に石川セリの6枚目のシングルとして発売された。
1991年に「ムーンライト・サーファー」とのカップリングとして、8cmCDでも発売されている。

### 収録曲
全作曲：井上陽水、編曲：矢野誠

#### Side:A
1. ダンスはうまく踊れない
作詞：井上陽水

#### Side:B
1. 気まぐれ
作詞：石川セリ

## 高樹澪版
高樹澪の1982年6月発売のアルバム『ナーダ』の収録曲として制作され、1982年7月21日に3枚目のシングル・カット。
ドラマの主題歌で使われたこともあり、30万枚を超えるヒット曲となった。
シングル化の予定ではなかったため、レコーディングでも2回しか歌っていない。
ジャケット写真は、グアムでのショット。
1988年12月2日から17日まで東京グローブ座にて、コンサート・ミュージカル「ダンスはうまく踊れない」が上演された。主演は高樹澪。共演者は田中博信、深水龍作（ミスタースリムカンパニー）、Issay（DER ZIBET）。

### 収録曲
全編曲：チト河内

#### Side:A
1. ダンスはうまく踊れない
作詞・作曲：井上陽水
  - TBS系『金曜ミステリー劇場』主題歌
  - 映画『蕾のルチア』挿入歌

#### Side:B
1. 反抗－レジスタンス
作詞：東海林良、作曲：大野克夫

## その他のカバー
- 1984年 - 井上陽水（アルバム『9.5カラット』に収録。セルフカバー）
- 1991年 - 日野美歌（アルバム『テイスティリー』に収録）
- 1993年 - 研ナオコ（アルバム『Ago あの頃へラブレター』に収録）
- 1994年 - 中森明菜（アルバム『歌姫』に収録）
- 2005年 - 徳永英明（アルバム『VOCALIST』に収録）
- 2009年 - 八代亜紀（アルバム『エンカのチカラ -GREAT 80's-』に収録）
- 2023年 - 稲葉浩志（フジテレビ系ドラマ『あなたがしてくれなくても』挿入歌）
- 2024年 - 石丸幹二（カバー・アルバム コラボ・アルバム『with FRIENDS』に収録）塚越慎子（マリンバ）、伊賀拓郎（編曲＆キーボード）